# Ação direta de inconstitucionalidade
A Ação Direta de Inconstitucionalidade (termo usado pela Constituição Federal), também conhecida como Ação Direta de Inconstitucionalidade Genérica (ADI ou ADIn) é um instrumento utilizado no chamado controle direto da constitucionalidade das leis e atos normativos, exercido perante o Supremo Tribunal Federal brasileiro. A ação direta de inconstitucionalidade é regulamentada pela Lei 9.868/99.
Ela tem fundamento na alínea "a" do inciso I do artigo 102 da Constituição Federal e pode ser ajuizada, em nível federal, perante o STF, contra leis ou atos normativos federais ou estaduais que contrariem a Constituição Federal. É conhecida doutrinariamente como ADIn Genérica.
O poder de ajuizar essa ação, chamado de legitimação, é dado pelos incisos I a IX do artigo 103 da Constituição Federal, constituindo-se em uma legitimação restrita àqueles enumerados nos dispositivos retromencionados. São eles: o presidente da República; o Procurador Geral da República; os Governadores dos Estados e o Governador do Distrito Federal; as mesas (órgãos administrativos) da Câmara dos Deputados, do Senado Federal, da Câmara Legislativa do Distrito Federal; a Mesa de Assembleia Legislativa; Partidos Políticos com representação no Congresso Nacional; Conselho Federal da Ordem dos Advogados do Brasil (OAB); Entidades de Classe de Âmbito Nacional e Confederações Sindicais.
Diferentemente das decisões proferidas em outros processos judiciais, nos quais o efeito da decisão proferida dirige-se, em regra, apenas às partes que dele participaram, a decisão proferida em ação direta de inconstitucionalidade alcança quem não participou do processo onde ela foi proferida. A isso a doutrina denomina de efeito erga omnes.
Outros efeitos decorrentes de decisões proferidas em ADIn são os chamados efeitos retroativo, ou ex tunc; e irretroativo, prospectivo, ou ex nunc.
Ocorre, ainda, o chamado efeito vinculante, através do qual ficam submetidas à decisão proferida em ADI, os demais órgãos do Poder Judiciário e as Administrações Públicas Federal, Estadual, Distrital e Municipal (§ único, art. 28, Lei 9.868/99).

## ADIN Genérica

### Legitimidade
Legitimidade Ativa
A  Constituição Federal estabelece em seu artigo 103 os proponentes legítimos da Ação Direta de Inconstitucionalidade:
- I - o Presidente da República;
- II - a Mesa do Senado Federal (nunca a mesa do Congresso);
- III - a Mesa da Câmara dos Deputados (nunca a mesa do Congresso);
- IV - a Mesa de Assembleia Legislativa ou da Câmara Legislativa do Distrito Federal;
- V - o Governador de Estado ou do Distrito Federal (contra lei federal ou estadual e de outro estado desde que prove o interesse do seu estado);
- VI - o Procurador-Geral da República;
- VII - o Conselho Federal da Ordem dos Advogados do Brasil;
- VIII - partido político com representação no Congresso Nacional (pelo menos um deputado ou senador, mas com a perda de representação no Congresso, a ADI continua a ser julgada);
- IX - confederação sindical ou entidade de classe de âmbito nacional (entidade de classe que tiver associados em pelo menos nove estados e confederação sindical: união de três federações em pelo menos três estados). (VETADO, Lei 9.868/99)

Legitimidade Passiva
A legitimidade passiva recai sobre os órgãos ou autoridades responsáveis pela lei ou pelo ato normativo objeto da ação, os quais deverão prestar informações ao relator do processo. Na ação direta não poderão estar como partes passivas pessoas jurídicas de direito privado, pois o controle concentrado tem como objetivo a impugnação de atos do poder público 

### Objeto
Lei ou ato normativos, federais ou estaduais. 
Não pode ser objeto: lei anterior à CF e normas constitucionais originárias.

### Pertinência Temática
Os legitimados universais podem propor a ADI sobre qualquer assunto. São eles: o Presidente da República, as Mesas do Senado Federal e Câmara dos Deputados, o Procurador-Geral da República, o Conselho Federal da Ordem dos Advogados do Brasil e os partidos políticos com representação no Congresso Nacional (ADI 1396, Rel. Min. MARCO AURÉLIO), com fundamento nos incs. I, II, III, VI, VII e VIII do art. 103 da Constituição Federal.
Os legitimados especiais só podem propor ADI sobre determinado interesse, ou seja, pertinência temática. Os que possuem pertinência temática são: as Mesas das Assembleias Legislativas e Câmara Legislativa (ADI 1307, Rel. Min. FRANCISCO RESEK) e Governadores de Estado e Distrito Federal (ADI 902, Rel. Min. MARCO AURÉLIO), bem como as confederações sindicais (ADI 1151, Rel. Min. MARCO AURÉLIO) e entidades de classe de âmbito federal (ADI 305, Rel. Min. PAULO BROSSARD).

### Efeitos
A Ação Direta de Inconstitucionalidade possui efeito erga omnes, que significa dizer que pode ser oponível contra todos, e não apenas contra aqueles que fizeram parte em litígio. Possui, também, efeito vinculante relativamente aos demais órgãos do Poder Judiciário e à administração pública direta e indireta, bem como efeito ex tunc (retroativo) e ainda o efeito repristinatório, o qual consiste na re-entrada em vigor de uma lei, outrora revogada.
A CRFB/88, em seu artigo 102 § 2º preceitua que "as decisões definitivas de mérito, proferidas pelo Supremo Tribunal Federal, nas ações diretas de inconstitucionalidade e nas ações declaratórias de constitucionalidade produzirão eficácia contra todos e efeito vinculante, relativamente aos demais órgãos do Poder Judiciário e à administração pública direta e indireta, nas esferas federal, estadual e municipal".
A Lei 9.868/99, que dispõe sobre o processo de julgamento de ADI, indica a possibilidade excepcional de efeito ex nunc:
Art. 27. Ao declarar a inconstitucionalidade de lei ou ato normativo, e tendo em vista razões de segurança jurídica ou de excepcional interesse social, poderá o Supremo Tribunal Federal, por maioria de dois terços de seus membros, restringir os efeitos daquela declaração ou decidir que ela só tenha eficácia a partir de seu trânsito em julgado ou de outro momento que venha a ser fixado.

### Amigo da Corte (amicus curiæ)
É um terceiro que intervém no processo de tomada de decisão judicial, frequentemente, em defesa dos interesses de grupos por ele representados (entidades), oferecendo informações acerca da questão jurídica controvertida, bem como novas alternativas interpretativas. A base legal para sua aceitação é o artigo 7º, § 2o, da Lei 9868, in verbis: "O relator, considerando a relevância da matéria e a representatividade dos postulantes, poderá, por despacho irrecorrível, admitir, observado o prazo fixado no parágrafo anterior, a manifestação de outros órgãos ou entidades".
Atualmente, segundo a jurisprudência do STF, aceita-se a manifestação até o final da instrução do processo. Aceita-se também sua sustentação oral no dia de julgamento.

## ADO (Ação Direta de Inconstitucionalidade por Omissão)
Ocorre quando uma norma determina outra lei especifica para validá-la e, por algum motivo, não foi prestigiada pelo legislador e não foi feita, dai temos uma norma constitucional limitada, mas sem lei regulamentando esta norma, poderá ser arguida por omissão. Ela pode ser feita de dois modos; 
- Mandado de Injunção: quando feita pelo controle difuso. (em concreto).
- ADO: quando feita pelo controle concentrado. (em abstrato).

## ADI Interventiva
Quando ocorre intervenção federal sobre os estados, distrito federal ou municípios integrantes de território federal por ofensa a princípios constitucionais descritos no artigo 34, VII (Princípios Sensíveis) da Constituição Federal:
De acordo com o Artigo 36, III da CF/88, a ADI Interventiva poderá ser federal, mediante proposta do Procurador Geral da República, sendo o Supremo Tribunal Federal- STF, o órgão competente para apreciá-la e julgá-la.